# Clay Township (comté de Linn, Missouri)
Pour les articles homonymes, voir Clay Township.
Clay Township est un ancien township, situé dans le comté de Linn, dans le Missouri, aux États-Unis,.
Le township est fondé en 1869 et probablement baptisé en référence à Henry Clay.